# Signy

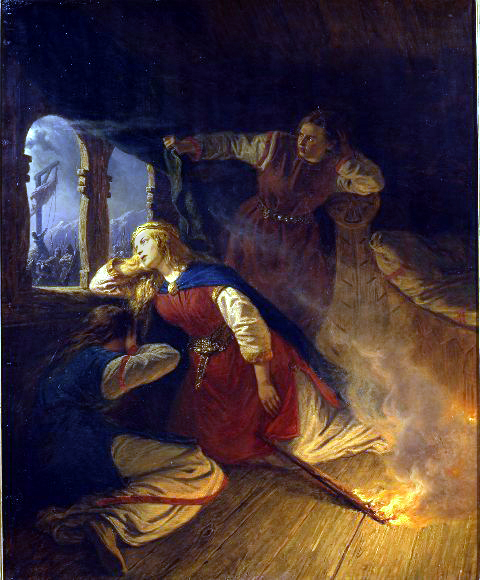
Signy e Hagbard

Signy (Signe ou Signi) se refere a duas heroínas em duas lendas conectadas da mitologia nórdica. Ambas aparecem na Saga dos Volsungos, que foi adaptada para outras obras como a tetralogia Der Ring des Nibelungen de Wagner, incluindo a famosa ópera Die Walküre. Na obra de Wagner, foi conhecida como Sieglinde.
A primeira Signe é filha do rei Volsungo. Ela se casou com o vilão Siggeir, que matou toda a família dela, exceto pelo irmão Sigmundo. Signe salva o irmão, possui um caso incestuoso com ele e tem o filho Sinfjötli. Eventualmente, acaba morrendo queimada junto com seu marido odiado.
A segunda Signe é filha do sobrinho do rei Siggeir, Sigar. Ela se apaixona pelo rei do mar Hagbard, e promete a ele que não viveria se ele morresse. Ambos descobrem que ele havia sido sentenciado à morte, e então Hagbard a sinaliza. Signe incendeia a própria casa e morre nas chamas, enquanto ele se enforca.
Entretanto, uma terceira Signe é a filha da bruxa Grid em Illuga saga Gríðarfóstra; ambas são salvas de uma maldição através do jovem Illugi. Uma quarta Signe é irmã de Rodogário na Saga dos Escildingos e saga Hrólfr Kraki.